# Martin Skogman
Bengt Martin Skogman (12 maggio 1977) è un allenatore di calcio svedese.

## Carriera
La sua carriera da tecnico è cominciata con la squadra femminile del Tölö IF, che ha guidato nelle vesti di capo allenatore fino al 2011, per poi ricoprire vari ruoli (tra cui allenatore giovanile e direttore sportivo) in un'altra squadra femminile quale il Kungsbacka DFF nata nel 2013 proprio dal Tölö IF.
A partire dalla stagione 2015 è stato assistente allenatore presso la prima squadra maschile dell'Eskilstuna City in quarta serie, incarico mantenuto fino al luglio 2016 quando a stagione in corso è stato nominato capo allenatore del KIF Örebro militante in Damallsvenskan, la massima serie nazionale del calcio femminile. L'anno seguente ha anche ritrovato in rosa sua moglie, la calciatrice Frida Skogman, già allenata ai tempi del Tölö IF. Nel 2018, dopo la retrocessione giunta al termine dell'annata precedente, è rimasto al KIF Örebro ma con un ruolo dirigenziale e di sviluppo delle giovani giocatrici.
Nel 2019 è stato invece assistente allenatore dell'Eskilstuna United in Damallsvenskan, lavoro lasciato a fine anno per motivi familiari. L'anno seguente è stato il vice di Stefan Ärnsved presso il suo vecchio club del KIF Örebro.
Nel gennaio 2021 è entrato a far parte della squadra maschile del Varberg in qualità di allenatore della formazione Under-19 del club, mentre l'anno seguente ha assunto l'incarico di capo del settore giovanile dello stesso Varberg, con anche un ruolo di supporto agli allenamenti della prima squadra. Sul finire del mese di giugno del 2023, a seguito della partenza del tecnico della prima squadra Joakim Persson, Skogman è stato nominato nuovo capo allenatore ad interim di una squadra che in quel momento era ultima in classifica con soli cinque punti nelle prime dodici giornate. Nonostante i tre punti ottentuti nelle quattro partite sotto la sua gestione, Skogman è stato di fatto confermato sulla panchina neroverde per tutto il resto della stagione, anche se formalmente e ufficialmente ad essere indicato come capo allenatore è stato il direttore sportivo Thomas Askebrand il quale, a differenza di Skogman, era in possesso di una licenza UEFA Pro. Questi cambi non hanno comunque evitato l'ultimo posto e la retrocessione giunta aritmeticamente con quattro giornate d'anticipo. Al termine di quest'annata, Skogman è tornato al suo ruolo di capo del settore giovanile.